# Exèrcit Zapatista d'Alliberament Nacional
L'Exèrcit Zapatista d'Alliberament Nacional (EZLN en les seves sigles en castellà) és un grup guerriller (moviment d'alliberament nacional, com indica el seu nom) indígena que actua principalment a la selva Lacandona a l'estat de Chiapas (Mèxic).
L'EZLN pren el nom del líder de la Revolució Mexicana, Emiliano Zapata.

## Història

### Inicis
L'EZLN es va formar el 17 de novembre de 1983 per la confluència de diversos grups crítics amb el govern mexicà. Durant anys l'EZLN va romandre amagat a la selva organitzant-se i elaborant un discurs polític propi.
Andrés Aubry va ser assessor de l'Exèrcit Zapatista d'Alliberament Nacional.

### Entrada en escena i reivindicacions
La seva entrada en escena es va produir coincidint amb l'entrada en vigor del Tractat de Lliure Comerç de l'Amèrica del Nord (NAFTA), un acord econòmic d'orientació neoliberal, subscrit pels governs de Mèxic, Estats Units d'Amèrica i el Canadà l'1 de gener de 1994.
La peculiaritat de l'EZLN es visualitzava en aquesta declaració: Sota la consigna ¡Ya basta! (‘Ja n'hi ha prou!’ en castellà), i criticant els cinc-cents anys de dominació sobre els indígenes, el grup fonamentava el seu alçament armat i la seva declaració de guerra al govern, en la seva interpretació de l'article 39 de la Constitució Mexicana, que deien donava poder al poble per a alterar la forma de govern, i ordenava als seus combatents que respectessin les normes de Dret Internacional i la Convenció de Ginebra.

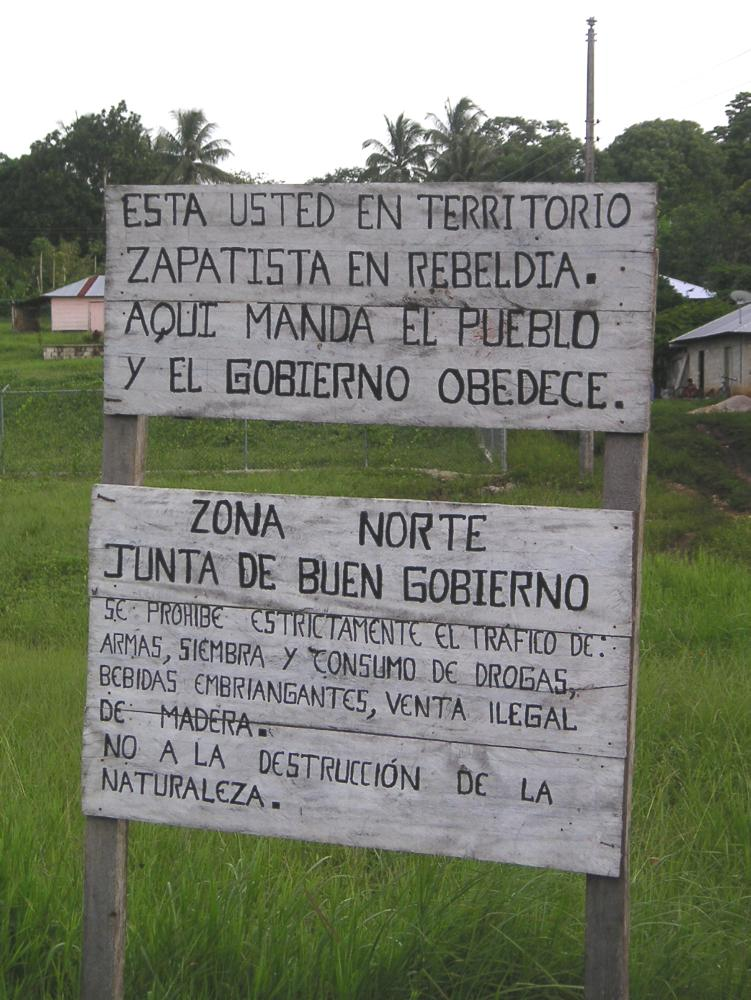
Territori zapatista

L'article 39 de la constitució mexicana diu: «La sobirania nacional resideix essencialment i originalment en el poble. Tot el poder públic dimana del poble i s'institueix per al benefici d'aquest. El poble té, en tot temps, el dret inal·lienable d'alterar o modificar la seva forma de govern». L'article 39, però, és la introducció del capítol de la presentació de la forma de govern emanada del poble, establerta a l'article 40: «És voluntat del poble mexicà constituir-se en una República representativa, democràtica i federal, composta d'estats lliures i sobirans en tot el que cal al seu règim intern; però units en una federació establerta segons els principis d'aquesta Llei Fonamental [i.e. la constitució]».
L'1 de gener d'aquest any, els insurgents, tapats amb els passamuntanyes de llana negra que des de llavors els identifiquen, van iniciar un aixecament armat. Baixant des de la selva Lacandona van ocupar els municipis de San Cristóbal de las Casas, Altamirano, Las Margaritas, Ocosingo, Oxchuc, Huixtan i Chanal, avançant cap a la capital de l'estat, Tuxtla Gutiérrez, i fent públic un manifest conegut com la Primera Declaració de la Selva Lacandona on exposaven les seves reivindicacions.
La primera declaració declarava oficialment la guerra al govern mexicà (de fet, és una «Declaració de Guerra»), establien la seva intenció d'avançar militarment cap a la capital mexicana, per tal de vèncer a l'exèrcit mexicà «alliberant la població», volien realitzar un judici en contra dels membres de l'exèrcit i de la policia que haguessin sol·licitat suport de l'estranger, i demanaven la renúncia, o deposició per força, del llavors president Carlos Salinas de Gortari, a qui acusaven de ser dictador. Aquestes declaracions i les seves accions armades van motivar al president a enviar l'exèrcit a les zones en conflicte. Després de dues setmanes d'enfrontaments armats, i del crit d'alto el foc pronunciat pel bisbe de San Cristóbal de las Casas, Samuel Ruiz García, el president Salinas va oferir el cessament al foc, va obrir les portes al diàleg.

### Els Acords de San Andrés
Els diàlegs van culminar amb els acords de San Andrés el 1997, que donaven autonomia i certs drets a la població indígena de l'estat. Un grup de diputats de tots els partits polítics, anomenat COCOPA (Comissió per a la Concòrdia i la Pacificació), va revisar els acords i els va modificar, els quals van ser originalment acceptats per l'EZLN. El llavors president, des de 1994, Ernesto Zedillo, però, va dir que qualsevol modificació substancial a la constitució (sobretot el dret i el grau d'autonomia de qualsevol regió) hauria de ser aprovat pel Congrés de la Unió. L'EZLN no va esperar la resolució, potser perquè es pensava que no s'aprovaria, i va tancar les negociacions. El president va incrementar la presència militar a l'estat de Chiapas per tal d'evitar que el moviment s'estengués a altres regions, i els zapatistes van optar per una política d'ús massiu dels mitjans de comunicació per fer conèixer les seves reivindicacions. De fet, amb un caràcter innovador, l'EZLN va ser un dels primers moviments que va utilitzar internet per a «contrarestar» la informació «errònia» dels mitjans de comunicació convencionals.

### Fi de les negociacions
Afirmant que s'havien violat els acords de la taula de negociacions, l'EZLN es va replegar cap a les muntanyes, mentre que Zedillo va incrementar la presència militar a Chiapas. Amb el tancament de les negociacions, i la pressió de l'exèrcit, els zapatistes van modificar la seva declaració de guerra original, i van declarar llavors que l'EZLN no buscava prendre el poder polític, sinó permetre que la població de les zones «alliberades» pogués escollir els seus representants polítics per tal de materialitzar unes reivindicacions bàsiques: treball, terra, sostre, alimentació, salut, educació, independència, llibertat, democràcia, justícia i pau. No que la població no pogués escollir lliurement els representants dels seus municipis, dintre del context de la constitució federal, sinó que buscaven que fossin els indígenes «alliberats» mateixos els electes com a representants, i que formassin part d'un govern autònom que, encara que mai no ha estat acceptat pel Congrés, s'ha permès de facto.
Les organitzacions de Drets Humans acusen a l'exèrcit mexicà de detenir i reprimir a nombrosos simpatitzants zapatistes. També es va incrementar l'actuació a la zona de diversos grups paramilitars contraris als zapatistes, sent el cas més greu la massacre d'Acteal en què 45 persones que assistien a missa van ser assassinades per un d'aquests grups. El govern mexicà (que va obrir una investigació sobre la masacre) indica que els paramilitars són grups il·legals independents, mentre que fonts properes als zapatistes acusen al govern d'haver tolerat la creació d'aquests.

### La marxa sobre Ciutat de Mèxic
El 2000 el nou president mexicà Vicente Fox, el primer president de l'oposició en 72 anys, va enviar les lleis que havien estat aprovades per la COCOPA i acceptades per l'EZLN al congrés de la Unió, tal com ho havia promès durant la seva campanya electoral. No obstant això, els Acords van ser durament criticats pels diputats, que no acceptaven cap autodeterminació ni autonomia de les regions zapatistes, ja que això violava la constitució federal, i el procediment «d'elecció» dels representants indígenes no era democràtic ni estava basat en el vot secret, el qual és un dret constitucional dels ciutadans. El president Fox va reduir la presència de l'exèrcit a l'estat de Chiapas, eliminant la majoria dels bloquejos a les carreteres el 2001. Els bloquejos tenien la intenció d'impedir el pas de l'exèrcit zapatista a altres regions de l'estat, però mai no van impedir el pas de mercaderies ni de suport a les zones zapatistes.
Amb aquesta oposició, el Subcomandant Marcos, i una delegació d'EZLN, van decidir viatjar a la ciutat de Mèxic, després de creuar set estats mexicans, i entrar, desarmats, encara que amb passamuntanyes, al Congrés de la Unió, per a demanar suport a la seva proposta original. Al començament els diputats van dir que els diàlegs havien de fer-se cara a cara, i demanaven que per tal de parlar davant el Congrés, els zapatistes es llevessin els passamuntanyes, proposta que els zapatistes van rebutjar contundentment. No obstant això, el Congrés va permetre que presentassin les seves propostes. L'EZLN va defensar el seu projecte legal davant del Congrés per veu de la Comandanta Esther el 28 de març de 2001. Tanmateix, molts diputats del partit del govern no van assistir a la sessió, en oposició a les suposades violacions legals (com ara entrar al Congrés amb passamuntanyes), i finalment, després que l'EZLN va retornar, a les muntanyes, les demandes indígenes no van ser del tot acollides (es van fer modificacions importants a la llei, però no es va acceptar l'autonomia de les regions zapatistes), tot i les protestes de nombrosos grups d'esquerra i de les denúncies de traïció llançades pels zapatistes. Ja que les modificacions no permeten l'autonomia absoluta dels pobles controlats pels zapatistes, aquesta forma de govern és constitucionalment il·legal, però, el govern l'ha permès de facto. Altres grups ciutadans esperen que el pròxim president (que començarà el seu període el 2006) pugui proveir d'una solució definitiva al conflicte.
Una de les reformes més importants que sí que es va aprovar va ser la Llei de Drets Lingüístics, que reconeix el castellà i les llengües indígenes de Mèxic com a «llengües nacionals», amb la «mateixa validesa», i estableix que els indígenes tenen el dret de sol·licitar que els documents oficials i fins i tot els judicis siguin realitzats en llurs llengües respectives. A més, l'article 2 de la constitució mexicana, que definia a Mèxic com a nació «pluricultural» en reconeixement dels pobles indígenes, va ser modificat per reconèixer el «dret a l'autonomia» dels pobles indígenes en diverses àrees com ara la decisió de les seves formes d'organització social, política i econòmica, sota els principis de la constitució.
Hi ha alguns sectors polítics mexicans que han suggerit que l'EZLN es converteixi en un front social (frente social), com ho van fer els grups militars de les guerres civils centreamericanes, i que participi de les discussions polítiques relacionades amb l'estat de Chiapas i els pobles indígenes de Mèxic

## El govern zapatista
Des de desembre de 1994 els zapatistes s'han organitzat com a municipis autònoms, independents del govern mexicà. Després de la marxa a la ciutat de Mèxic i el seu rebuig als acords aprovats pel Congrés, aquests municipis s'han transformat en juntas, les quals implementen programes comunitaris per a la producció d'aliments, així com un sistema escolar i de sanitat independent, les quals depenen del suport estranger. Aquestes Juntas de Buen Gobierno (‘Juntes de Bon Govern'), estan formades per representants dels municipis autònoms i són supervisades per l'EZLN, sota el lema de mandar obedeciendo, manar obeint. Aquests municipis autònoms són tolerats pel govern; han estat acceptats de facto, que no pas de iure, ja que la constitució no permet cap govern independent del govern federal. Els governs zapatistes no fan cap cobrament d'imposts als seus habitants; però, els zapatistes decideixen, per mitjà d'assemblees, quines feines comunitàries s'han de realitzar. Si un indígena es refusa a participar, no és considerat zapatista i, per tant, no rep els beneficis comunitaris; per exemple, ha de pagar per a obtenir medicina de les farmàcies. Els representants de les juntas no són elegits, sinó que és un poder rotatiu que permet la participació de tots els membres de la comunitat.

## Iniciatives internacionals
L'EZLN ha utilitzar amplament els mitjans de comunicació per fer conèixer les seves propostes i reivindicacions. Els seus esforços, però, estan concentrats en atreure l'atenció dels mitjans de comunicació estrangers, principalment europeus i, llevat de fer públics els seus comunicats a alguns periòdics i revistes polítiques d'esquerra, no han tingut una presència considerable als mitjans mexicans.
L'alçament zapatista de l'1 de gener de 1994 ha estat vist per molts com un dels orígens del moviment antiglobalització. La solidaritat internacional de part dels grups d'esquerra internacionals amb les seves reivindicacions ha estat constant i intensa arreu del món. Milers de persones s'han desplaçat al llarg d'aquests anys a Chiapas per donar-los suport.
De fet, l'abril de 1996 els zapatistes van organitzar a la població sota el seu control de La Realidad el Primer Encuentro Continental Americano por la Humanidad y contra el Neoliberalismo, un fòrum de debat internacional que molts han vist com un antecedent directe del Fòrum Social Mundial de Porto Alegre.
Recentment, després d'haver realitzat una autocrítica sobre els encerts i els errors del moviment, els zapatistes estan aprofitant la pre-campanya de les eleccions presidencials de Mèxic per fer sentir les seves reivindicacions i criticar els diversos candidats.

## La societat mexicana i les controvèrsies del moviment zapatista
El moviment zapatista ha tingut, indubtablement, un efecte en la societat mexicana i la seva consciència social. La majoria dels mexicans consideren que els reclams dels indígenes són justs, ja que han estat maltractats i ignorats al llarg de la història, i avui dia, les regions de Chiapas encara són les més pobres de Mèxic i les menys desenvolupades. No obstant això, la societat està dividida respecte al moviment armat. Alguns punts de controvèrsia han estat:
- L'obtenció de recursos i armament de l'estranger, així com la presència de ciutadans estrangers, han estat criticats com una intervenció il·legal i injusta en afers nacionals. Molts estrangers s'han involucrat en les manifestacions dels zapatistes, i alguns han estat deportats per les autoritats mexicanes
- Les regions autònomes han deixat de ser productives. Els indígenes zapatistes es dediquen al moviment armat i a les activitats comunitàries, la qual cosa ha provocat que els productes agrícoles bàsics de la zona siguin escassos o que els preus n'hagin pujat considerablement, com ara el formatge, la llet i el cafè, afectant l'economia d'altres comunitats indígenes no zapatistes de la regió. Així, l'economia de l'estat ha estat danyada, i molts productes bàsics s'han d'importar d'altres estats. A més el govern no pot donar recursos a la regió controlada pels zapatistes (i per tant depèn completament de les ONG internacionals i de les seves pròpies activitats comunitàries). La infraestructura educativa i de sanitat no s'ha pogut desenvolupar; altres zones de Chiapas no zapatistes han rebut el suport federal, i s'hi han començat programes de desenvolupament econòmic. D'acord amb el Banc Mundial la pobresa rural a nivell nacional s'ha reduït considerablement, de més del 40% al 27% durant el període 2001-2004.
- Hi ha mexicans que creuen que l'EZLN vol ser simplement una veu de protesta, encara que no vol més enfrontaments armats, no vol dialogar per tal de resoldre la situació legal de les comunitats zapatistes. Originalment, l'EZLN havia criticat el partit original en el poder, el Partit Revolucionari Institucional el 1994, i demanaven una transició; amb la transició política, no va acceptar cap proposta del Partit Acció Nacional i de Vicente Fox ni els acords finals de la COCOPA aprovats pel Congrés, encara que conserven autonomia de facto; finalment han criticat severament al partit d'esquerra que els havia donat suport al llarg del moviment, el Partit de la Revolució Democràtica, i al seu candidat presidencial el qual és el favorit per a les eleccions del 2006.